# 구로베 댐

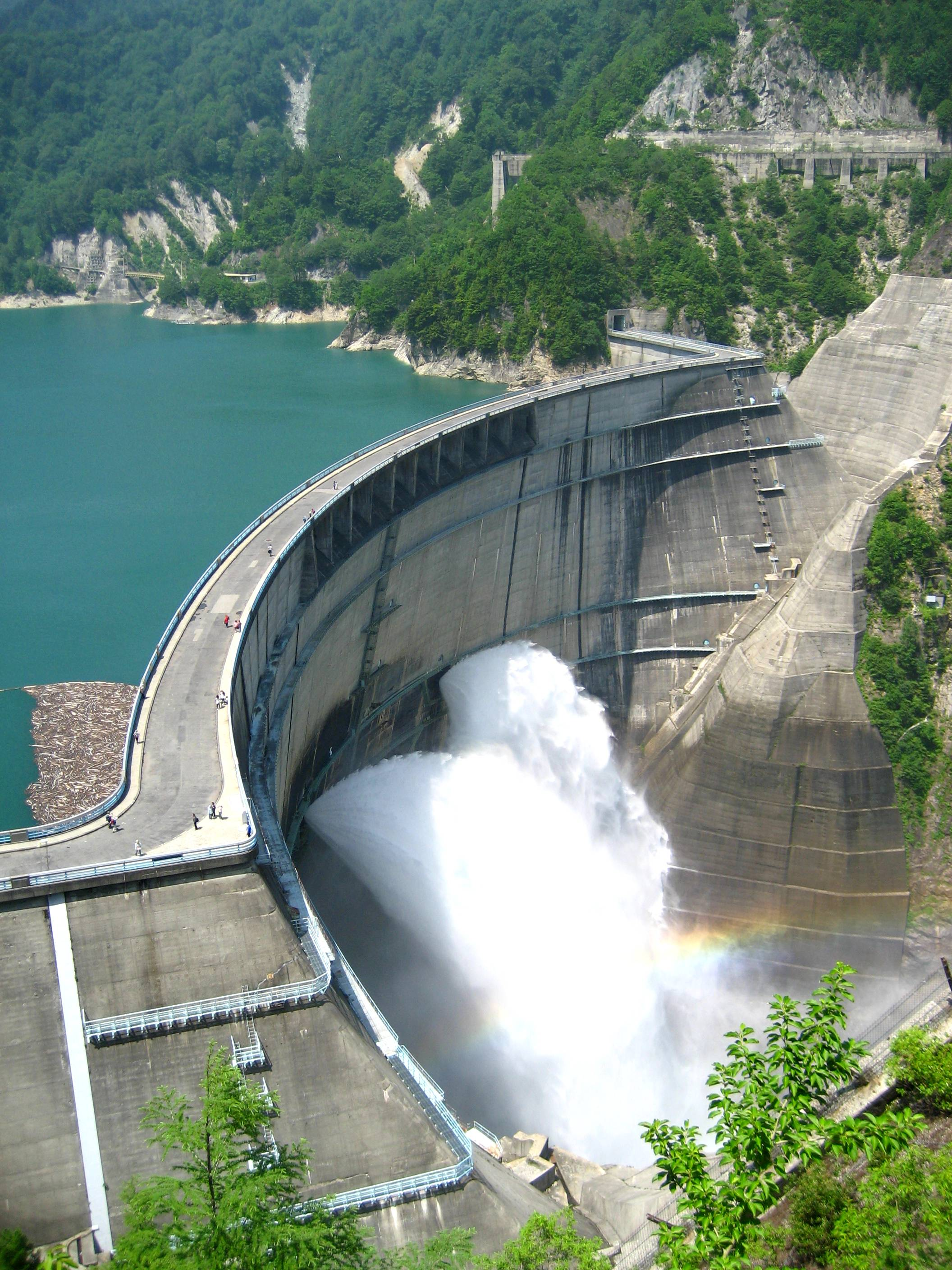
구로베 댐의 수문

구로베 댐(일본어: 黒部ダム)은 일본에서 가장 큰 댐으로 도야마현의 구로베강 상류에 놓여있다. 이 댐은 간사이 전력이 발전을 위해 건설되었다. 높이는 186m이고 저수량은 2억 톤이다. 1963년에 완공되었고 513억 엔의 비용이 소요되었으며 171명의 인부 공사 중에 사고로 사망하였다.
침묵의 15분의 배경화면으로도 쓰여졌다.